# Patrick Jane
Patrick Jane je fiktivni lik i protagonist kriminalističke serije Mentalist kojeg glumi australski glumac Simon Baker. Patrick Jane je nezavisni policijski savjetnik koji je u početku radio za CBI da bi poslije počeo raditi za FBI. U rješavanju zločina koristi visoko razvijene vještine primjećivanja, zaključivanja i umne manipulacije, koje je stekao radeći kao lažni vidovnjak.